# Max Hahn (Admiral)
Max Hahn (* 23. Januar 1870; † 9. Mai 1944 in Heidelberg) war ein deutscher Konteradmiral der Kaiserlichen Marine.

## Leben
Max Hahn trat am 16. April 1886 in die Kaiserliche Marine ein. Am 14. November 1892 zum Leutnant zur See befördert, war er 1894 auf der Möwe.
Ende 1907 wurde er als Erster Offizier von der Preußen kommend Kommandeur der Matrosenartillerieabteilung Kiautschou, wurde am 27. März 1910 Fregattenkapitän und blieb in dieser Position bis Mai 1910. Als Fregattenkapitän, ab 19. November 1910 als Kapitän zur See, war er nachdem im Oktober 1910 die Besatzung wieder aufgestockt worden war bis Dezember 1910 Kommandant der Kolberg.
Das Linienschiff Brandenburg kommandierte Hahn von Februar 1911 bis Oktober 1911, übernahm dann mit der Wittelsbach ein anderes Linienschiff und blieb bis Mai 1912 in dieser Kommandierung. Er war dann Anfang Mai 1912 für ein paar Tage Kommandant der Mecklenburg.
Von 21. September 1912 bis 5. Februar 1916 war er Kommandant der Von der Tann, welche er u. a. beim Raid auf Scarborough, Hartlepool und Whitby am 16. Dezember 1914 und dem Gefecht auf der Doggerbank am 24. Januar 1915 kommandierte. Mit der Indienststellung Mitte März 1916 übernahm er bis Dezember 1916 das Großlinienschiff Bayern. Ab Dezember 1916 war er für ein Jahr Führer der IV. Aufklärungsgruppe und wurde in dieser Position am 14. Oktober 1917 zum Konteradmiral befördert. Bis Kriegsende war er dann Inspekteur der Inspektion der Schiffsartillerie. Am 30. September 1919 wurde er aus der Marine verabschiedet.
Bis Februar 1918 war er u. a. mit dem Roten Adlerorden 2. Klasse mit Eichenlaub und Schwertern und dem Bayerischen Militärverdienstorden III. Klasse mit der Krone und mit Schwertern ausgezeichnet worden.